# Røyrbakken
Røyrbakken est une localité du comté de Troms, en Norvège.

## Géographie
Administrativement, Røyrbakken fait partie de la kommune de Salangen.